# Jaguar XJ
Ne doit pas être confondu avec Jaguar XJ Mk III ou Jaguar XJ (X351).
La Jaguar XJ (nom donné par William Lyons pour eXperimental Jaguar) est une série de voiture de luxe du constructeur automobile britannique Jaguar.

## Histoire
La Jaguar XJ est déclinée en plusieurs versions depuis son lancement en 1968. X ainsi que ses chiffres n'est que l'appellation d'usine :
- 1968 : XJ Série I : XJ6 et XJ12 (en 1972)
- 1973 : XJ Série II : XJ6 et XJ12
- 1975 : Jaguar XJS (version sportive)
- 1979 : XJ Série III : XJ6 et XJ12
- 1986 : XJ40 : XJ6 et XJ12 (en 1993)
- 1994 : X300, X305 et X306 : XJ6 et XJ12
- 1997 : X308 (en) : XJ8
- 2003 : X350, X356 et X358 : XJ6 et XJ8
- 2009 : X351 : XJ

## XJ Série 1
La première XJ est présentée au Salon de l'automobile de Paris 1968, pour succéder au modèle Jaguar Type-S de 1963, mais c’est dès 1962 qu’un investissement colossal est effectué pour cette auto qui a pour ambition de renouveler la gamme Jaguar. Elle allie modernisme, tradition, confort et offre une bonne tenue de route. Sa ligne due à William Lyons concilie pureté et classicisme.

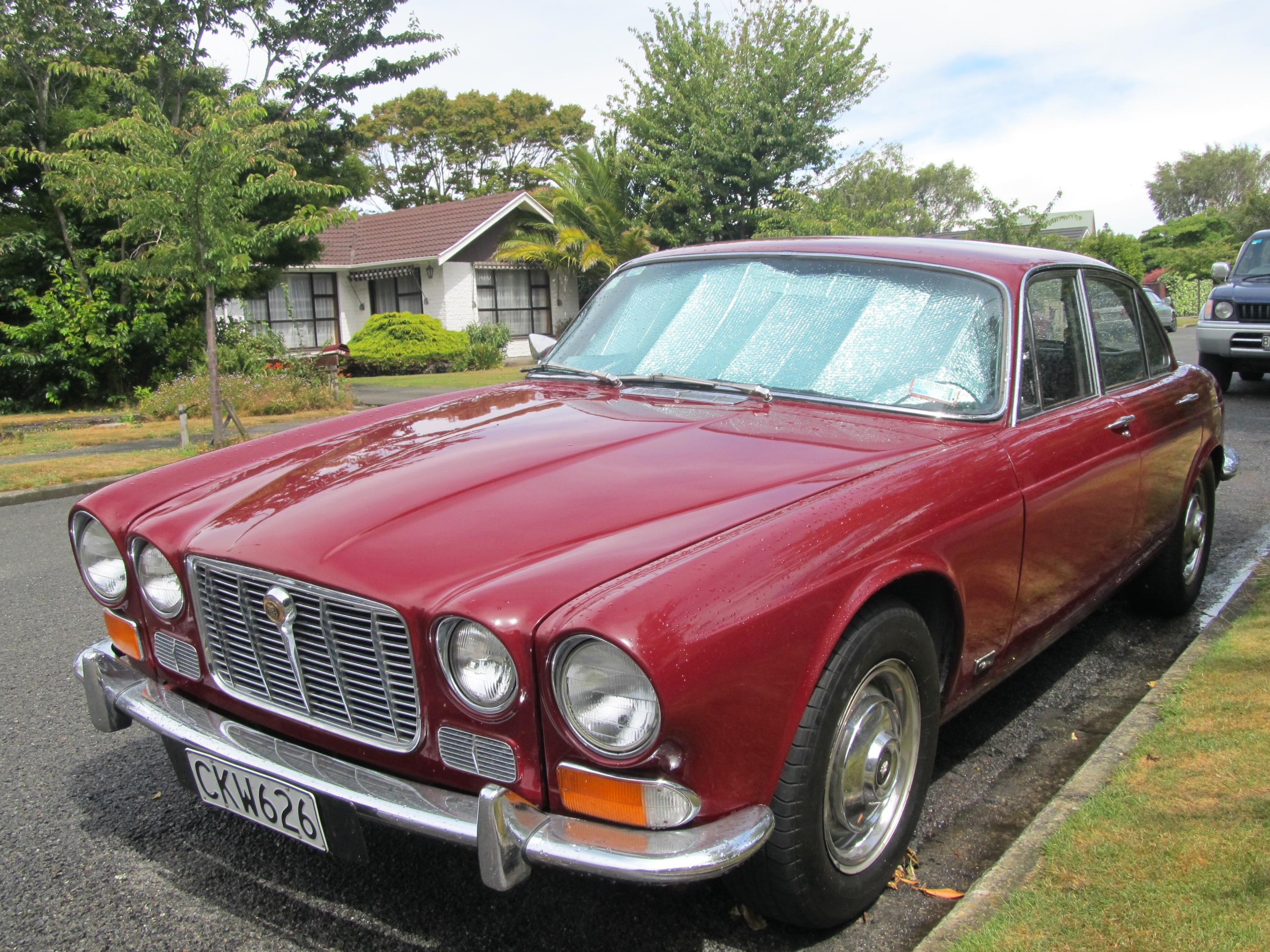
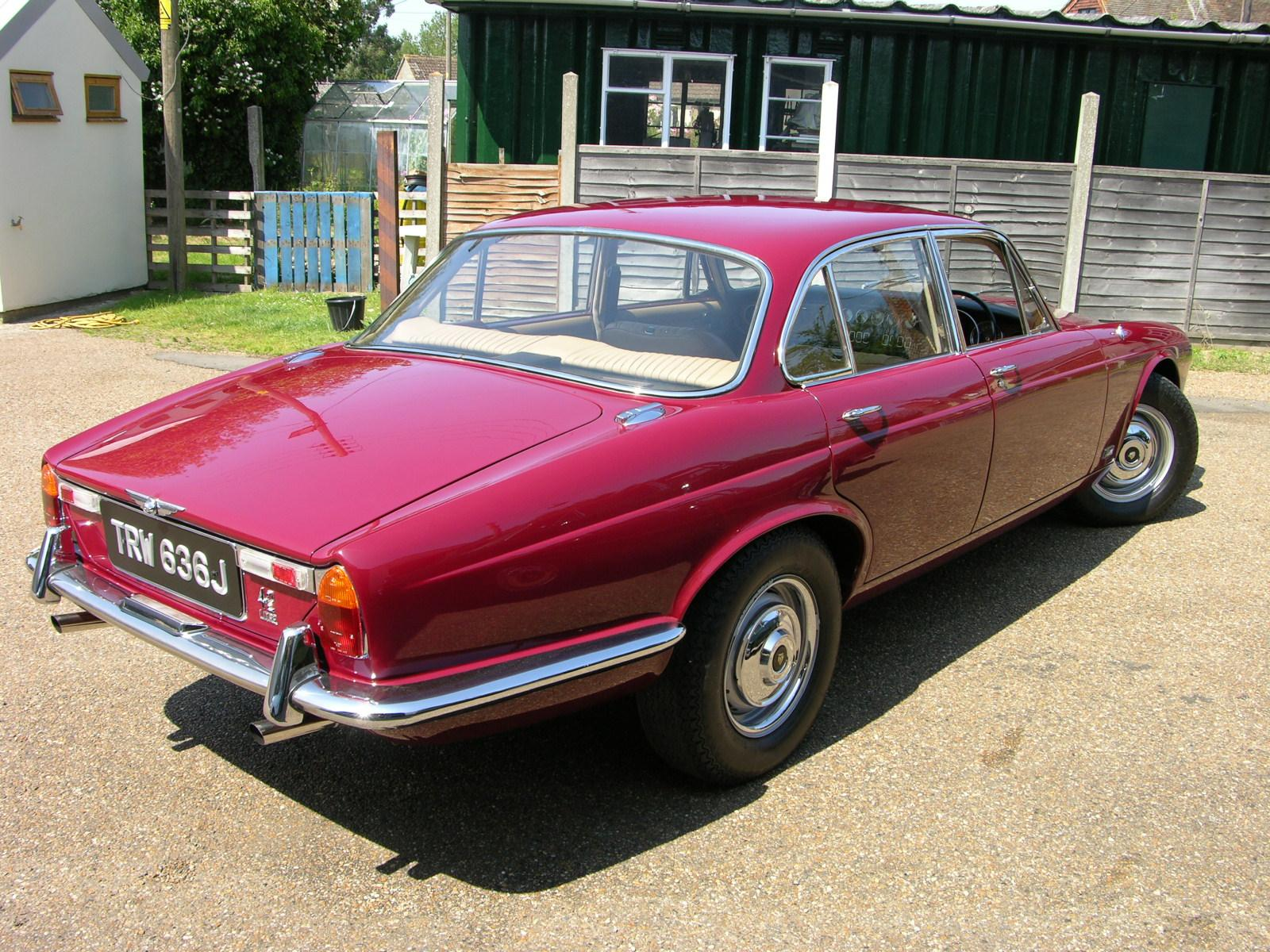
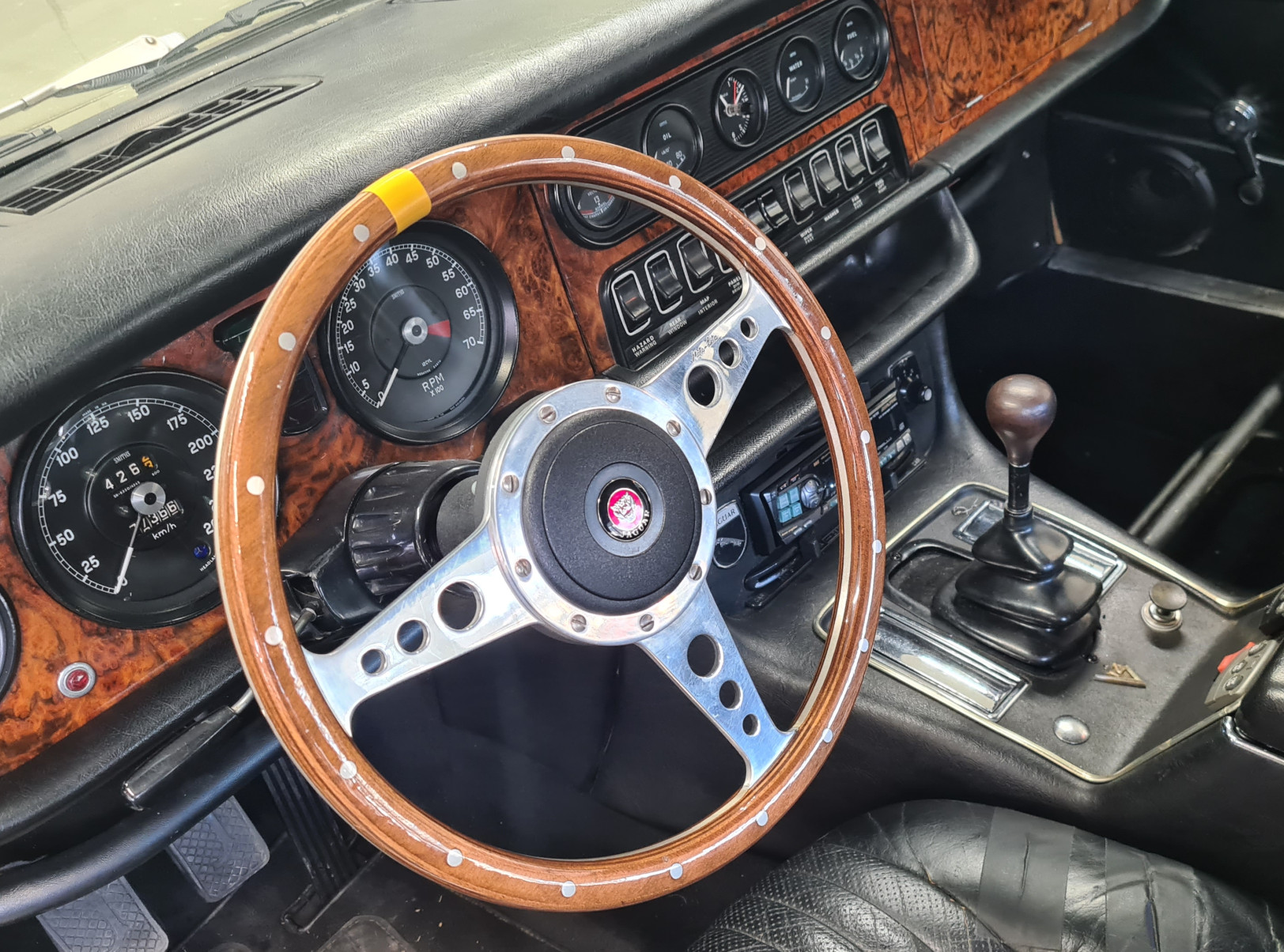

Elle est motorisée par la gamme de moteur Jaguar XK, décliné en deux cylindrées : 2,8 L et 4,2 L, avec un choix de transmissions manuelles avec ou sans overdrive, ou automatique. La XJ se décline également sous la marque Daimler Motor Company dès 1969, qui se reconnaît à sa calandre nervurée en son sommet et à son intérieur plus luxueux : c’est la « Daimler Sovereign ». En juillet 1972, la Jaguar XJ12 (Double Six chez Daimler) est présentée équipée du moteur V12 5,3 L de la Jaguar Type E S3. Et à l’automne une carrosserie à empattement long (+10 cm) est proposée pour les XJ6 et les XJ12 (mais celles-ci ne sont pas livrées en France).

## XJ Série 2
À l’automne 1973, la nouvelle « Série 2 » est présentée avec un nouvel habillage, reconnaissable entre autres à son pare-chocs avant rehaussé, à son entourage de calandre proéminent et à une nouvelle planche de bord. La motorisation 2,8 l n’est plus au catalogue. Les deux carrosseries (châssis court et long) restent disponibles jusqu’à l’automne 1974, puis les berlines à châssis court disparaissent progressivement. Les berlines « longues » (XJ6L) font leur apparition en France alors qu’au même moment les Daimler six cylindres cessent d'être importées. 

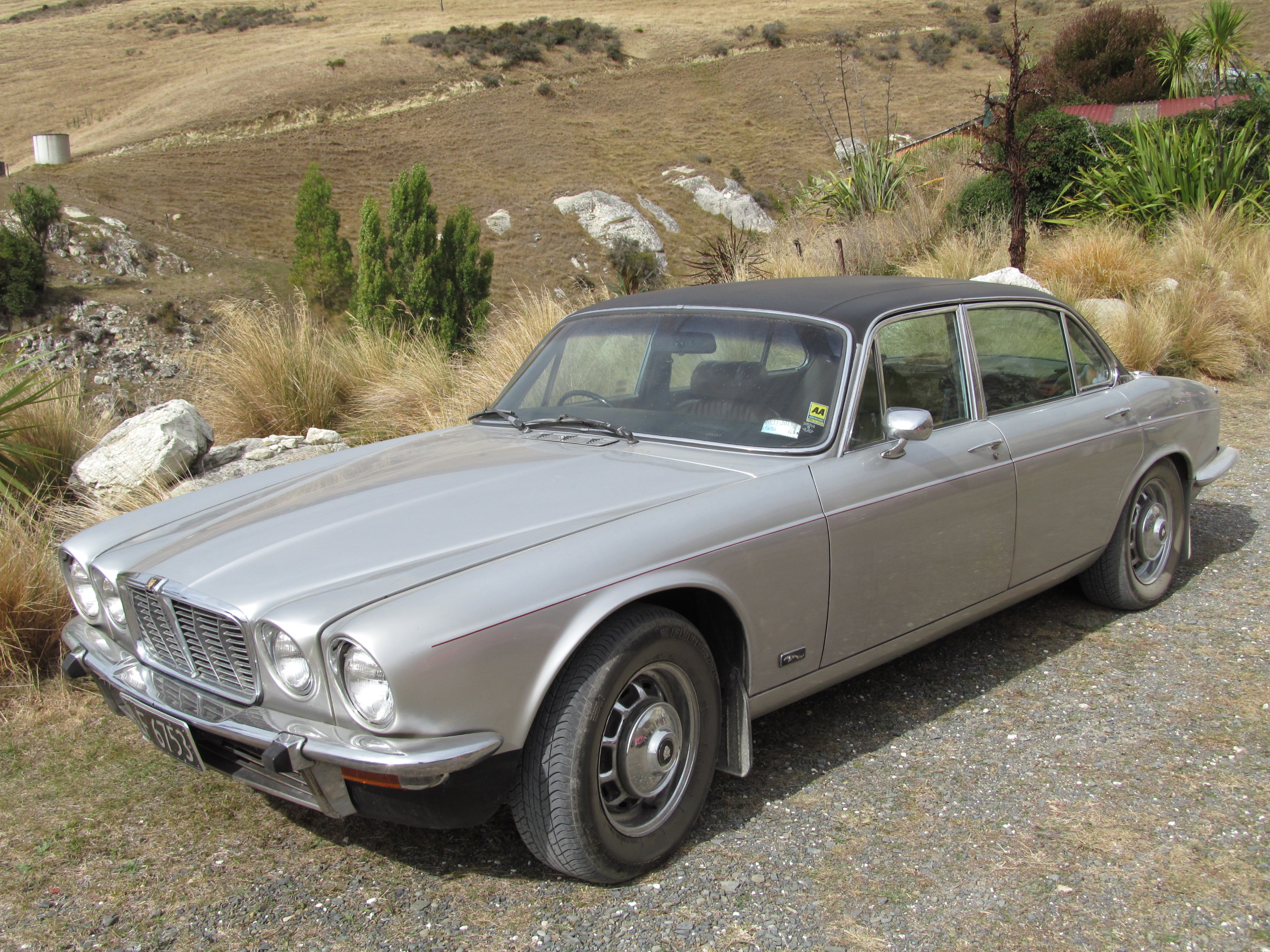
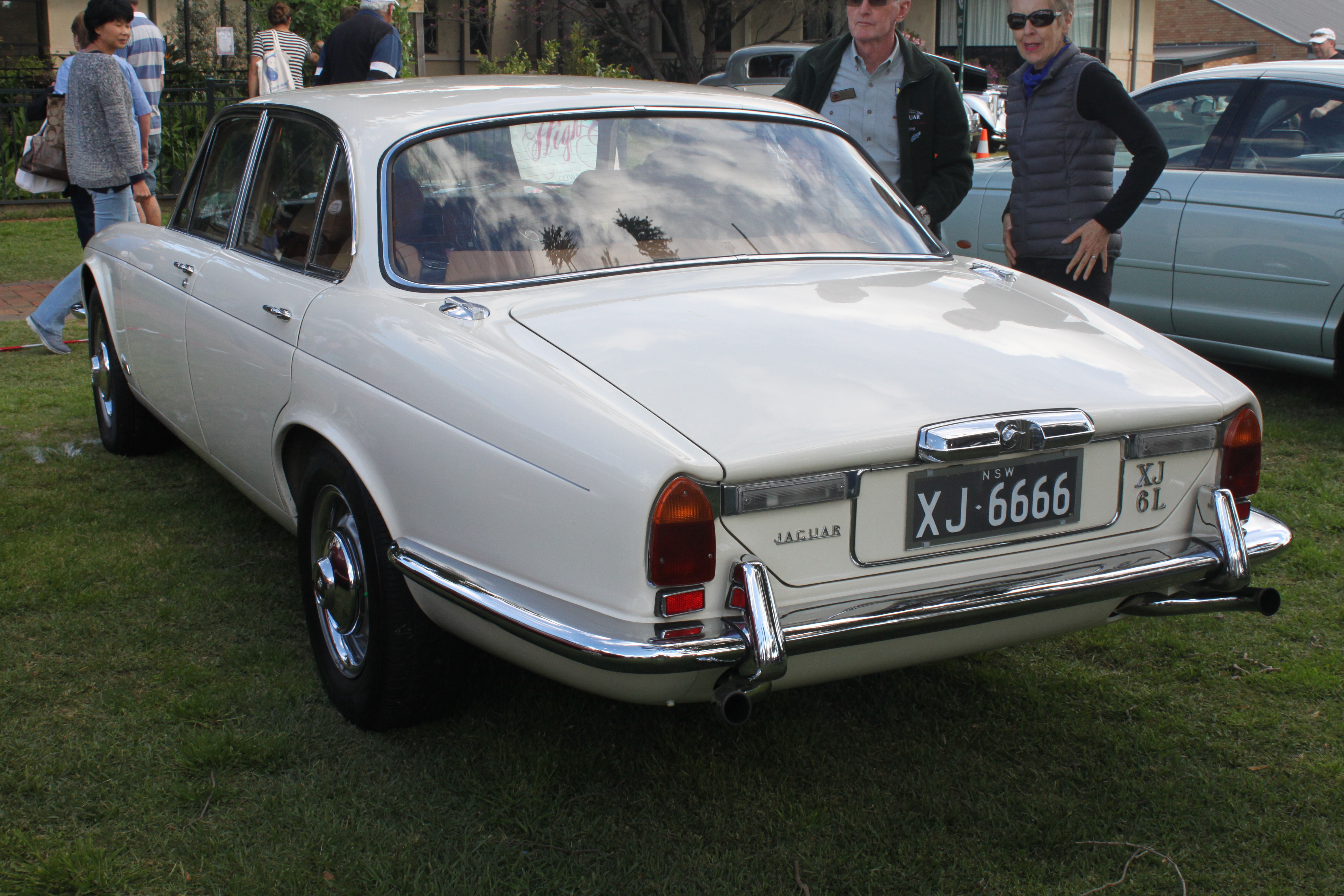

En fin d’année 1974, les XJ6 et XJ12 coupé, reprenant le châssis court, sont proposées (un an après leur présentation au salon de l'automobile de Francfort 1973, du fait d’une mise au point difficile). Elles seront retirées du catalogue dès la fin 1977, ce qui en fait des autos rares, voire très rares sous la marque Daimler (9,378 seulement furent construites). Au printemps 1975, présentation des berlines (châssis long) à moteur 3,4 l qui sont réservées au marché britannique. Cette même année, les carburateurs font place à une injection Lucas Bosch (D-Jetronic) sur le V12.
La gamme proposait la Jaguar XJ 3.4, XJ 4.2, XJ 5.3, Daimler Sovereign 4.2, Double-Six 5.3, Daimler Vanden Plas 4.2 et Double-Six Vanden Plas 5.3. 

## XJ Série 3
Au mois de mars 1979 apparaît la XJ « Série 3 » à la carrosserie retouchée ; elle ne reprend  pratiquement aucun embouti de l’ancienne caisse même si l’aspect général reste semblable. 

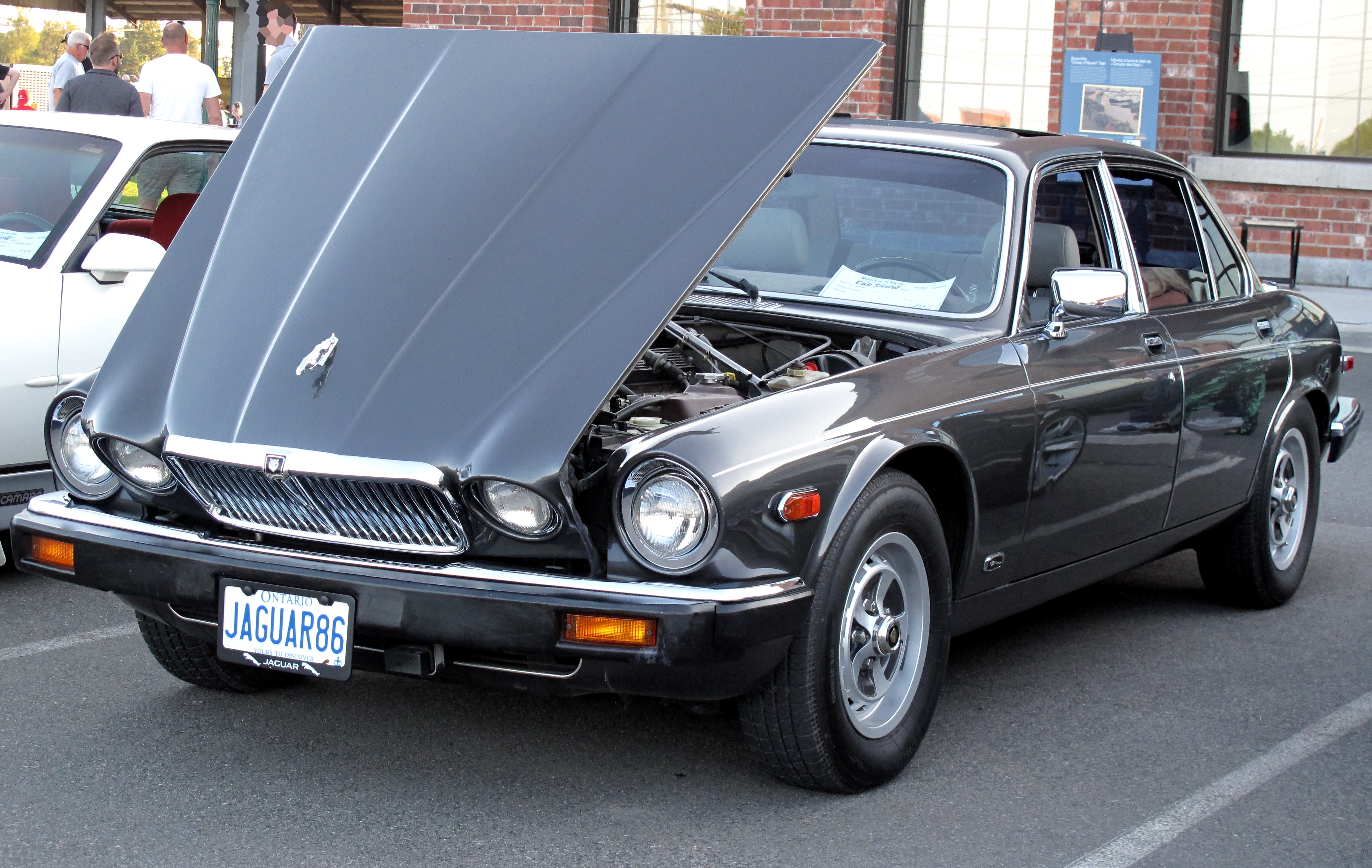
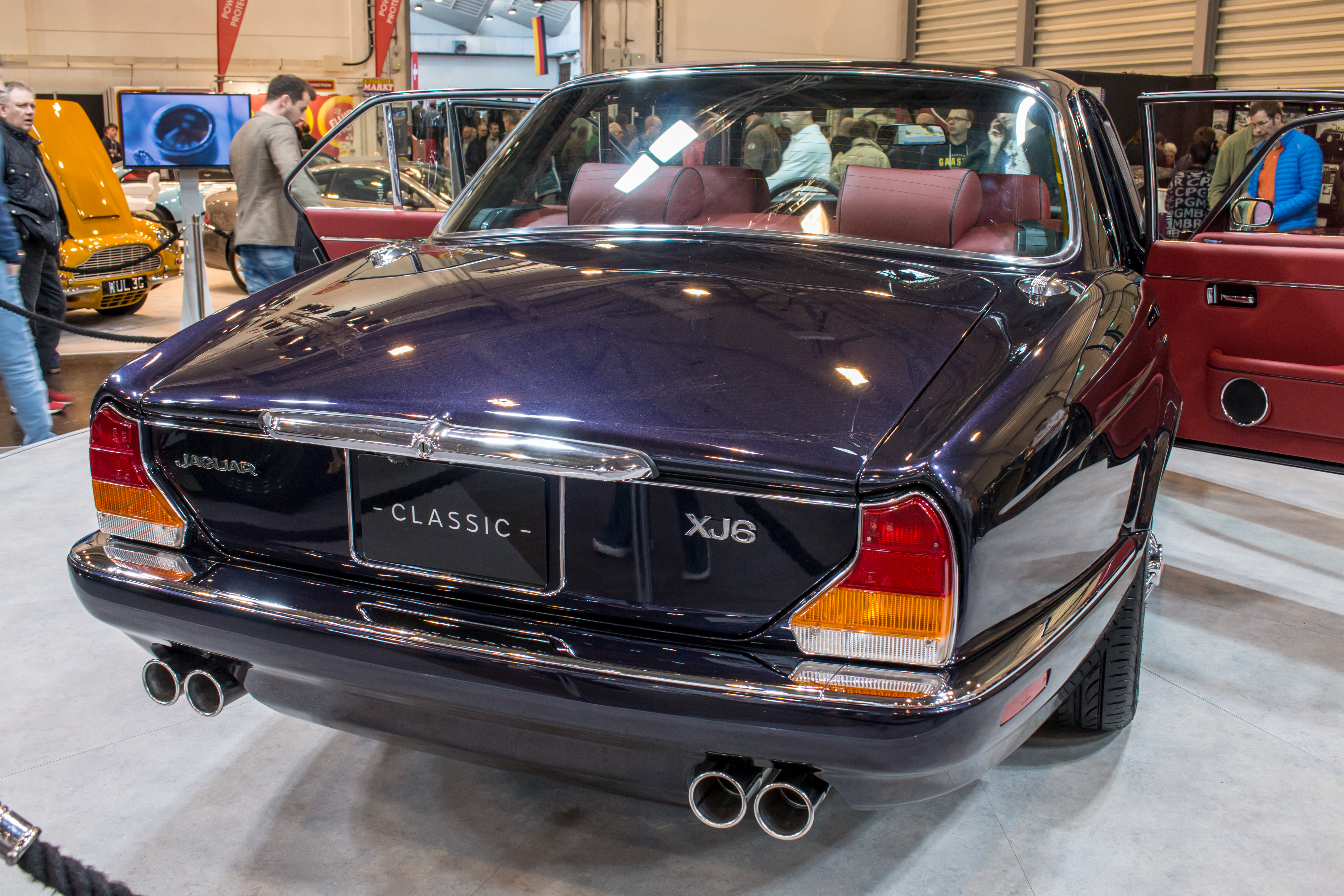

La liste des modifications est longue : pavillon plus fuyant, pare-brise plus incliné, déflecteurs aux portes avant supprimés, poignées encastrées, pare-chocs massifs rehaussés de gomme et nouvelle calandre. D’importantes modifications sur le V12 apparaissent pendant l’été 1981, c’est le HE (High Efficiency) avec culasses à toit en pente Fireball-May. Le 6 cylindres 4,2 l voit aussi ses carburateurs disparaître au profit d'une injection électronique multipoint. 
La gamme comprenait la Jaguar XJ6 3.4 et 4.2, XJ12 5.3, Daimler Sovereign 4.2 et Double-Six 5.3, et Daimler Vanden Plas 4.2 et Double-Six Vanden Plas 5.3. 
En 1981, les placages bois font leur réapparition sur les contre-portes de tous les modèles. En 1982, la console centrale est remaniée avec un ordinateur de bord et un habillage différent. 
À l’automne 1984, la Daimler Sovereign 6 et 12 cylindres, est désormais distribuée sous la marque Jaguar. La Jaguar XJ12 devient la Jaguar Sovereign HE. Le label Daimler ne s’applique plus qu’à la Daimler Double Six et à la très luxueuse Vanden Plas HE. 

## XJ40
Dès le début des années 1970, Jaguar commence à travailler sur la remplaçante de la XJ. Son nom de code interne la suivra toute sa carrière : XJ40.          
La XJ type XJ40 a la lourde tâche de succéder à une des berlines jugées parmi les plus élégantes au monde et de redresser la marque Jaguar. C'est une berline entièrement différente des trois séries précédentes :         
- la coque est dessinée dans un style plus anguleux,
- plus aucun panneau de carrosserie n'est commun avec les anciennes versions,
- apparition  de l'électronique avec un système novateur d'auto-diagnostic et un tableau de bord digital
- mais surtout le choix de phares rectangulaires sur les finitions haut de gamme marquent un tournant pour la marque Jaguar.

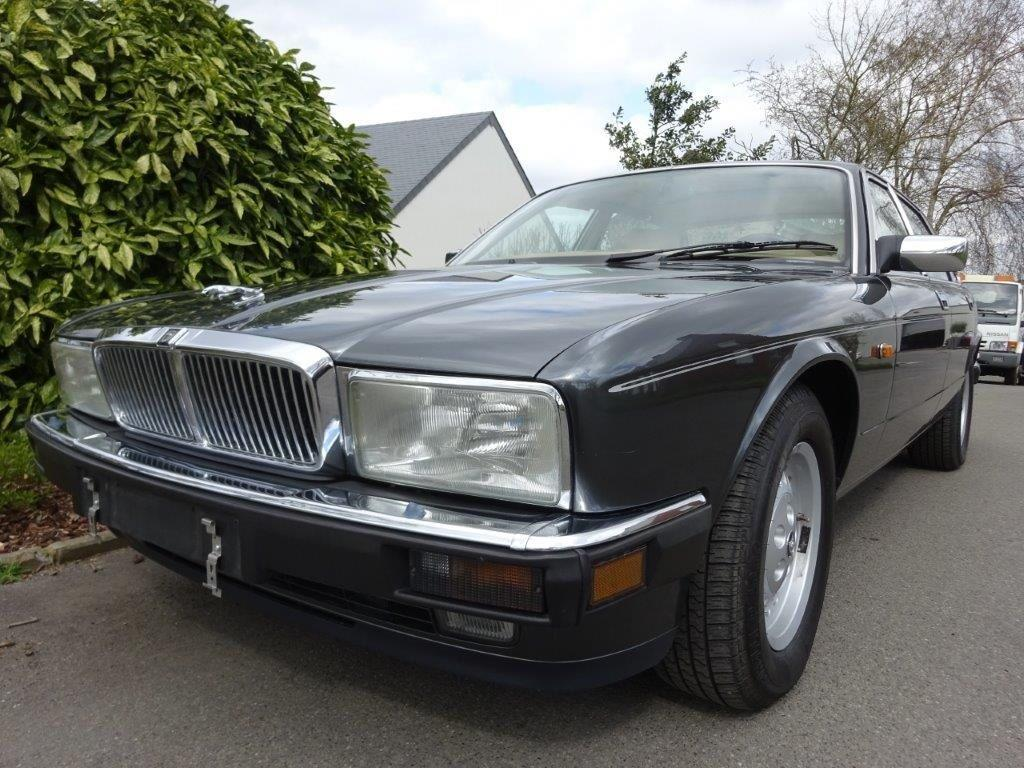
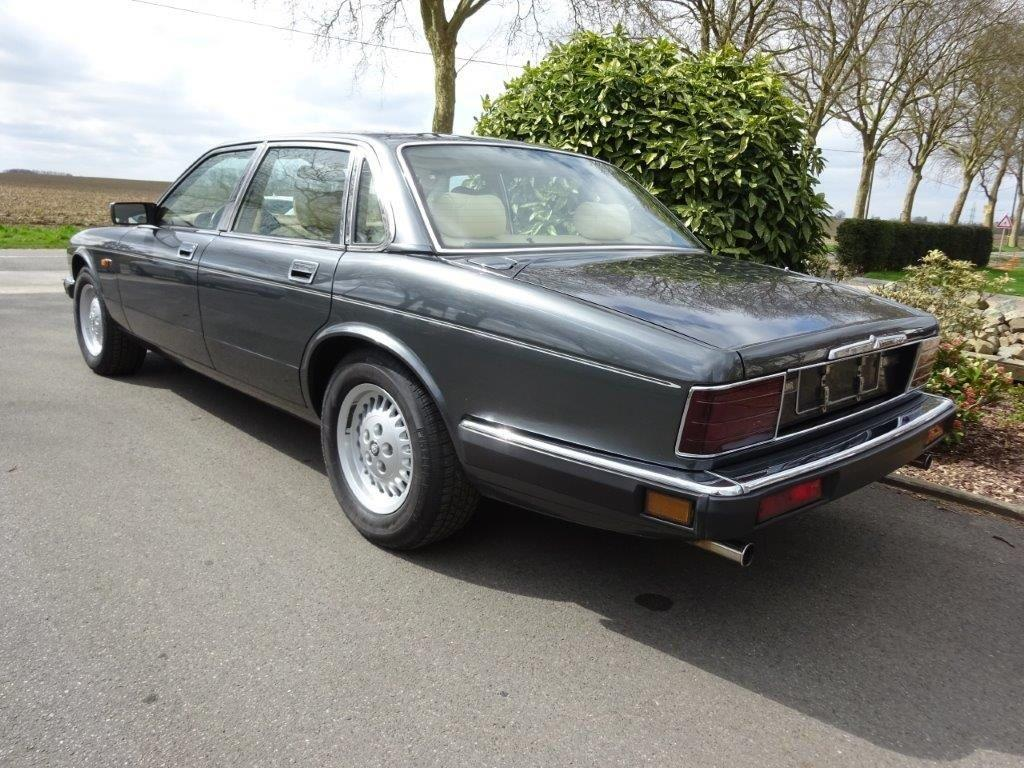
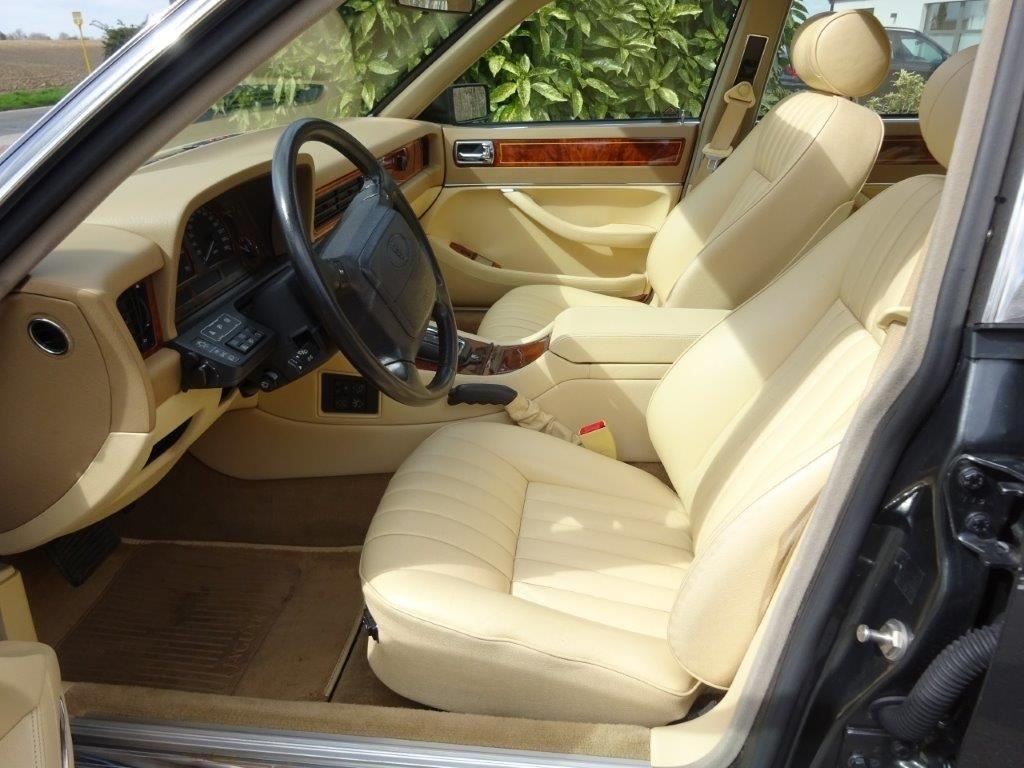

C'est finalement en octobre 1986 que la XJ6 « Série 3 » est remplacée par la nouvelle génération de XJ40, qui reçoit un moteur entièrement nouveau, l'AJ6, un 6 cylindres en ligne à double arbre à cames en tête et 24 soupapes, géré entièrement par l'électronique, cette dernière étant apparue dès 1983 sur la XJS (XJ27). Les versions 12 cylindres doivent se satisfaire de l'ancienne carrosserie (série 3) jusqu'en 1992.                                                      
La XJ40 poursuit sa carrière jusqu'en 1994. En 1990, la cylindrée de l'AJ6 est portée de 3.6 l à 4.0 l. Le 2.9 l disparaît au profit du 3.2 l qui offre sensiblement le même couple et la même puissance que l'ancien 3.6 l.  
La finition haut de gamme (Sovereign) a été produite entre 1990 et 1994 au total à 50 409 exemplaires pour la version 4.0 L et à 3 491 exemplaires pour la 3.2 L (pourtant plus économique en consommation). 
Elle subit une refonte assez importante, bien que peu perceptible de l'extérieur, avec l'année-modèle 1993 (la plus fiable électroniquement et sécurisé des XJ40 à la suite du rachat de Jaguar par Ford).  
C'est en 1993 que le V12 peut enfin être installé dans la XJ40, dont le compartiment moteur a été largement modifié à cet effet. Elle prend alors le nom de XJ81. Une rare version longue a été produite à cette même période, nommée Majestic , produite à 121 exemplaires. Elle ne doit pas être confondue avec la Majestic produite à un peu plus de 500 exemplaires pour le marché nord américain en 1990 puis en 1992, sur la base de la berline normale, avec une finition spécifique.

## X300 et X308
En 1994, la XJ40 est remplacée par la X300 (produite de septembre 1994 à juin 1997), qui s'en distingue surtout par des retouches esthétiques. La X300 est la dernière des grandes Jaguar à recevoir un 6 cylindres en ligne (AJ16) ainsi qu'un 12 cylindres en V. 

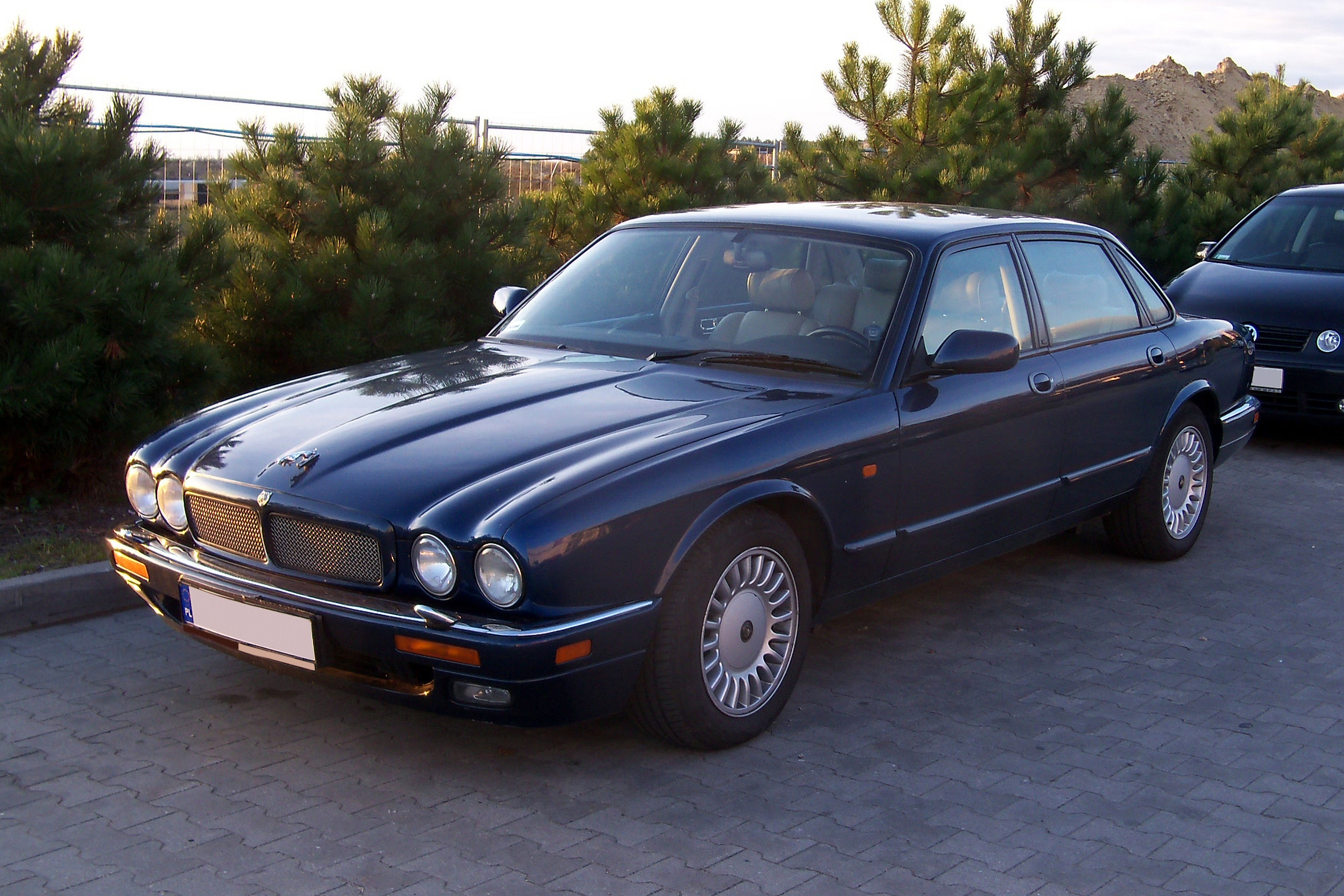
XJ 306
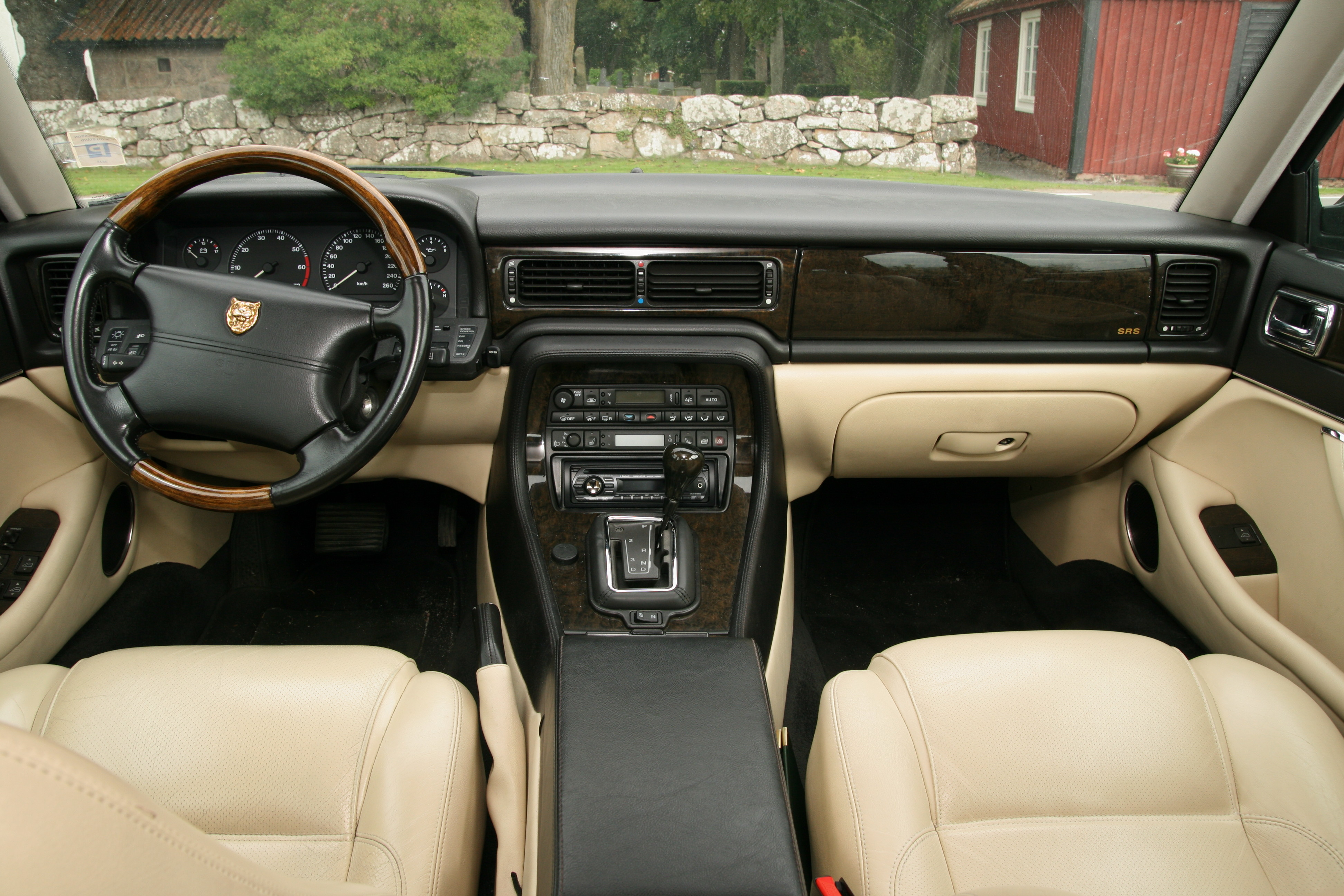
XJ 300

Le modèle qui va lui succéder (X308) est une évolution de la XJ X300 qui sera équipé uniquement de moteurs 8 cylindres en V. En référence à sa motorisation, ce modèle est aussi appelé XJ8. Ce modèle est uniquement équipé d'une boîte de vitesses automatique à 5 rapports.  
Les trois moteurs disponibles sont un 3.2 litres de 243 ch, et deux 4 litres, un atmosphérique de 294 ch, et une version dotée d’un compresseur développant 375 ch, équipant la XJR et la Daimler Super V8.

## X350 et X358

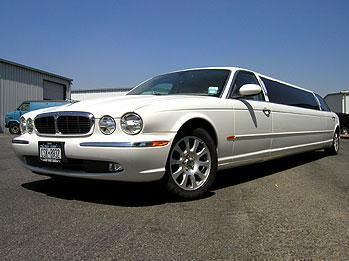
XJ (X350) Limousine.

La XJ X350 est produite à partir de 2003, elle est entièrement fabriquée en aluminium, elle est équipée de moteur V6 ou V8.
La X358 est un restyling de la X350, avec une nouvelle calandre, un nouveau bouclier avant, et quelques détails d'équipement.
On peut estimer que la série des X300/X308/X350/X358 représente l'évolution ultime du dernier dessin du fondateur de la marque.

## X351
La version 2009/2010 constitue une véritable révolution pour la XJ. Première production de Jaguar sous contrôle de Tata, la XJ reste bien nommée puisqu'elle constitue effectivement l'eXperimental Jaguar d'une véritable nouvelle lignée qui donnera naissance à la F-Type, puis à la XE  et enfin, fin 2015, à une XF dégagée de ses attaches Ford.

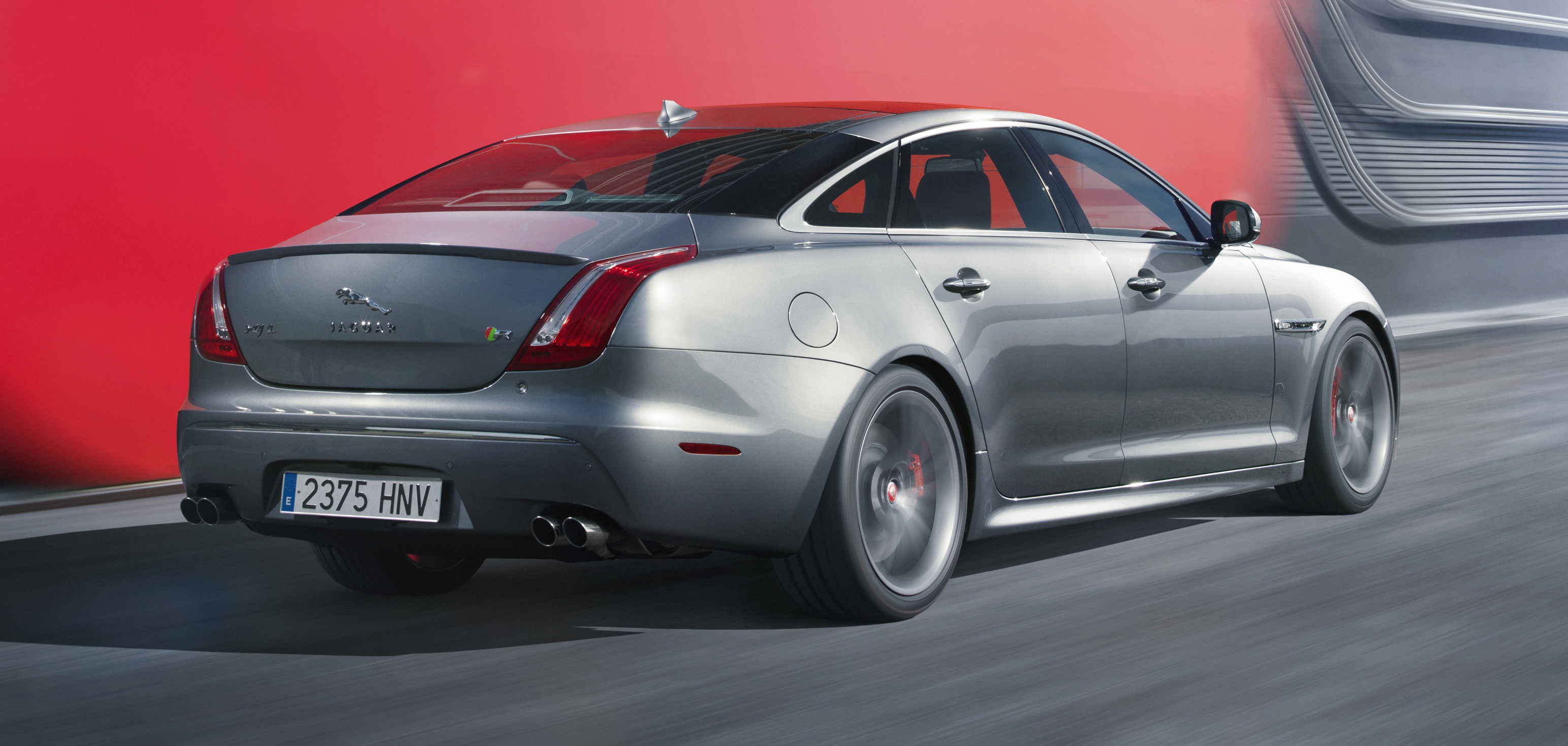
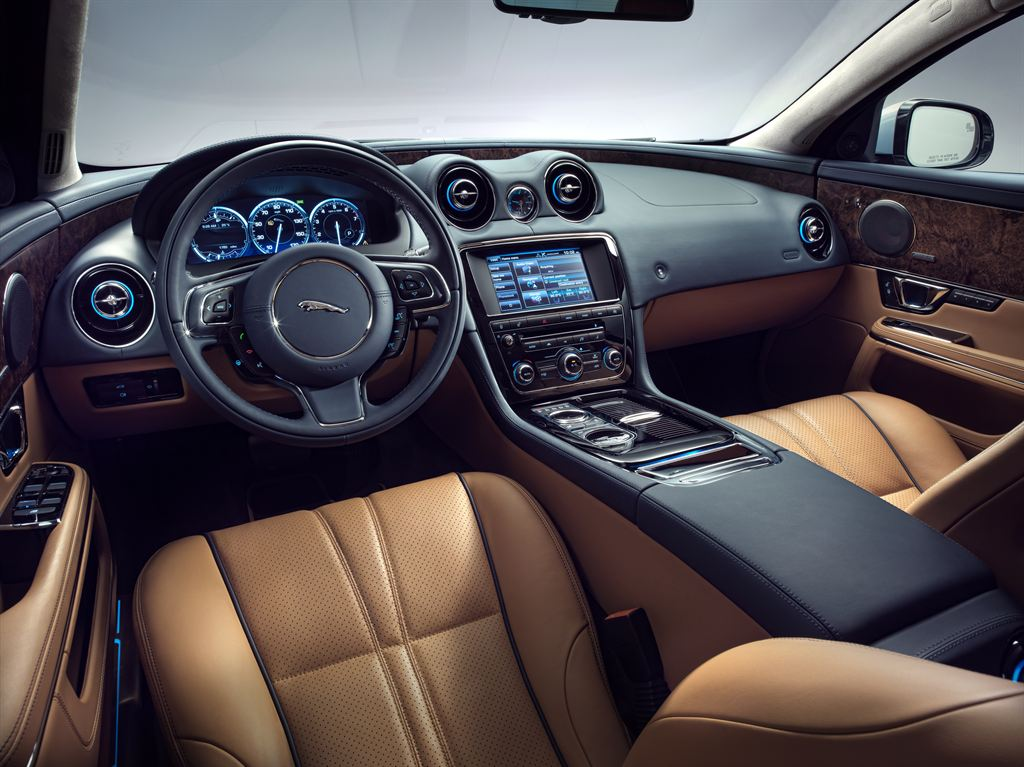

La XJ X351, qui a nécessité la création d'une nouvelle unité de production à Coventry (UK) est une « tout aluminium » en deux volumes. Le travail des designers a conduit à l'adoption d'une ligne de type grand coupé avec toit panoramique sur une limousine de plus de 5 mètres. Côté innovations technologiques, la XJ X351 adopte un controversé, mais résolument visionnaire, tableau de bord virtuel dans un écran panoramique de 12,3 pouces (Jaguar iTech) doublé d'un écran tactile 8 pouces HD dans la console centrale pour la cartographie GPS, la Hi-Fi et pléthore de réglages de la voiture.
En 2013, la XJ nouvelle génération introduite en 2009 reçoit un certain nombre de modifications (MY14). Le moteur V6 3l essence Supercharged de 340cv entre en scène accouplé à une transmission 4 roues motrices (AWD) intelligente particulièrement travaillée. Le moteur V8 5l essence passe à 550ch grâce à un turbocompresseur et prend lui aussi l'extension "Supercharged". La déclinaison "SuperSport" disparaît du catalogue pour céder la place à la version XJ-R.
Les autres améliorations concernent le confort, la sécurité et l'électronique. Toutefois on remarque l'arrivée de la boîte de vitesses automatique à 8 rapports sur tous les modèles, quelle que soit la motorisation. Cette boîte ZF (BVA8) permet une meilleure répartition de l'étagement des rapports, mais aussi une consommation un peu réduite, des changements de vitesse presque imperceptibles et des émissions de CO2 réduites par rapport aux précédents modèles. Elle est complétée de la technologie Start and Stop.
En finition Portfolio, la XJ peut recevoir deux packs sports (intérieur et extérieur) qui permettent de choisir la finition la plus aboutie en matière de confort, le V6 Supercharged essence en 4 roues motrices et une présentation résolument agressive (mâchoires de freins rouges, petit aileron sur la malle arrière, calandre noire cerclée de chrome, jantes 20 pouces et entrées d'air retravaillées). Plus sage et plus sobre que la version "R" et son V8 550, elle offre une alternative intéressante et "économique" au modèle survitaminé de la série.
Toujours à l'occasion du remaniement de 2013, une série spéciale  "Ultimate" en empattement long est proposée.
Fin 2015, Jaguar annonce un nouveau lifting à la XJ (MY16) qui reçoit des optiques LED plus avancées (avant), une sellerie redessinée sur les finitions Portfolio et une électronique embarquée qui poursuit son évolution. Le V6 D S passe de 274 à 300cv. Le millésime 2016 se voit complété par une nouvelle série spéciale : l' "Autobiography".
En juillet 2017, Jaguar annonce une mise à jour technologique de la XJ portant notamment dans l'habitacle sur l'adoption d'un écran tactile 10 pouces et d'un connectivité Wifi, ainsi que de différents systèmes électroniques de protection comme le freinage d’urgence autonome avancé avec détection piéton. Jaguar en profite pour introniser la XJR575, avec comme son nom l'indique 575 ch issus de son V8 de 5 litres de cylindrée à compresseur et 700 N m de couple. La XJR575 est capable de performance d'une sportive avec 300 km/h en vitesse maximale et abat le 0 à 100 km/h en seulement 4,4 secondes.

## Les différents aspects techniques

### Moteurs successifs de la XJ
Le 6 cylindres XK

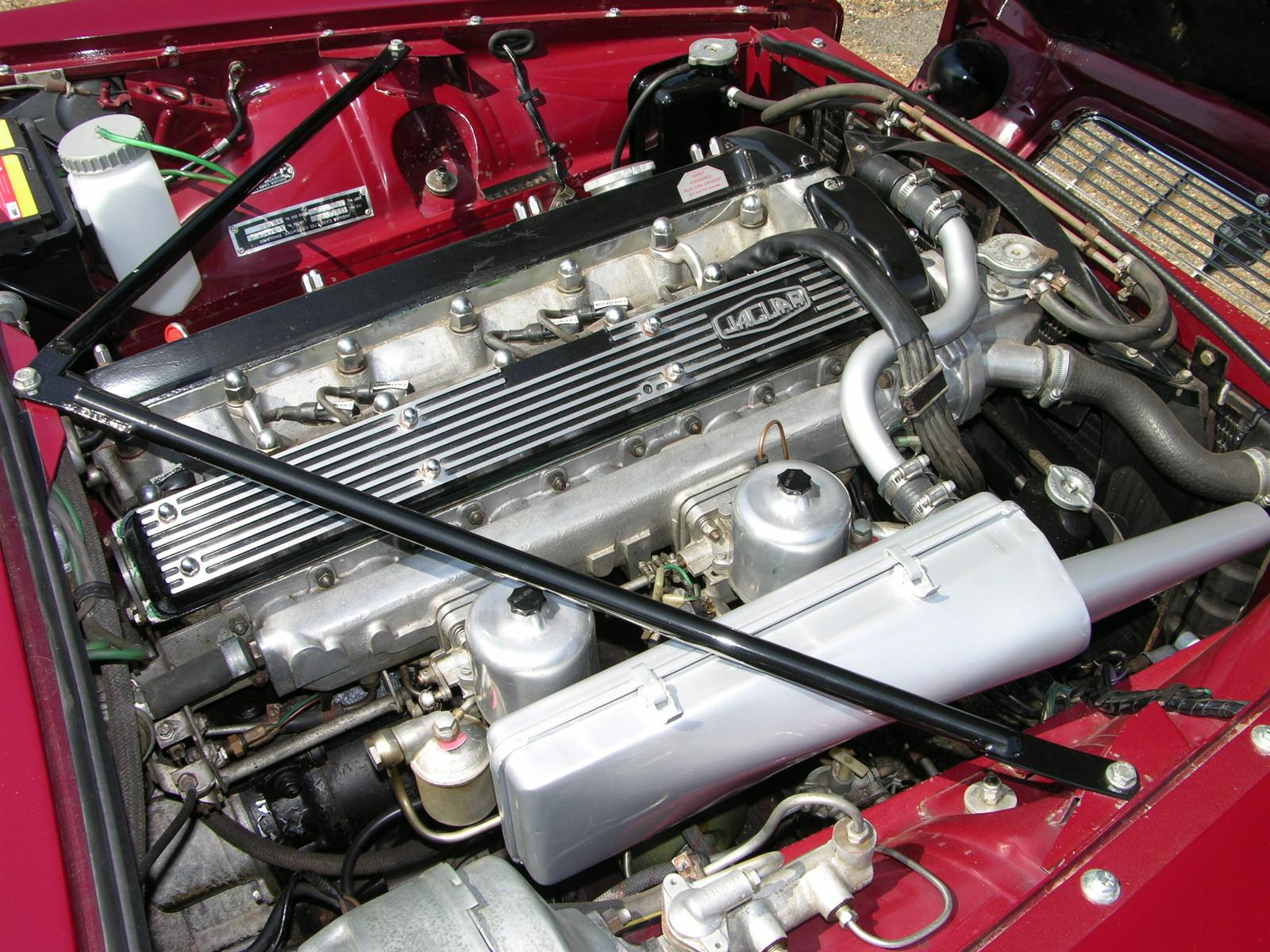
Moteur Jaguar XK6 - 6 cylindres en ligne 4.2 L.

Les séries 1, 2 et 3 reçoivent le moteur de la série XK, en version 2.8, 3.4 ou 4.2. C'est le 4.2 qui sera le plus répandu. Un nouvel habillage est inauguré, les "cache-arbres"  n'étant plus en aluminium poli, mais en alliage coulé strié. Une de ses particularités sont les chambres de combustion désaxées, disposition un peu aberrante sur le papier, mais sans conséquence à l'usage.
Le 4.2 litre est une évolution du 3.8 par augmentation de l'alésage; il apparaît sur la E type et la Mk X en 1964 et poursuivra sa carrière sur la XJ6 jusqu'en 1986. La curiosité de ce moteur réside dans la conservation des culasses du 3,8. Ce moteur délivre entre 245 et 265 ch à 5 500 tr/min.
La versatilité et la longévité de ce moteur sont étonnantes, puisque apparu en 1948 sur la Jaguar XK120, il a perduré jusqu'en 1986 sur la XJ 6 série 3. Il est capable aussi bien de remporter les 24 Heures du Mans à plusieurs reprises dans les années 1950 que de propulser rapidement de somptueuses berlines.
Le 12 cylindres

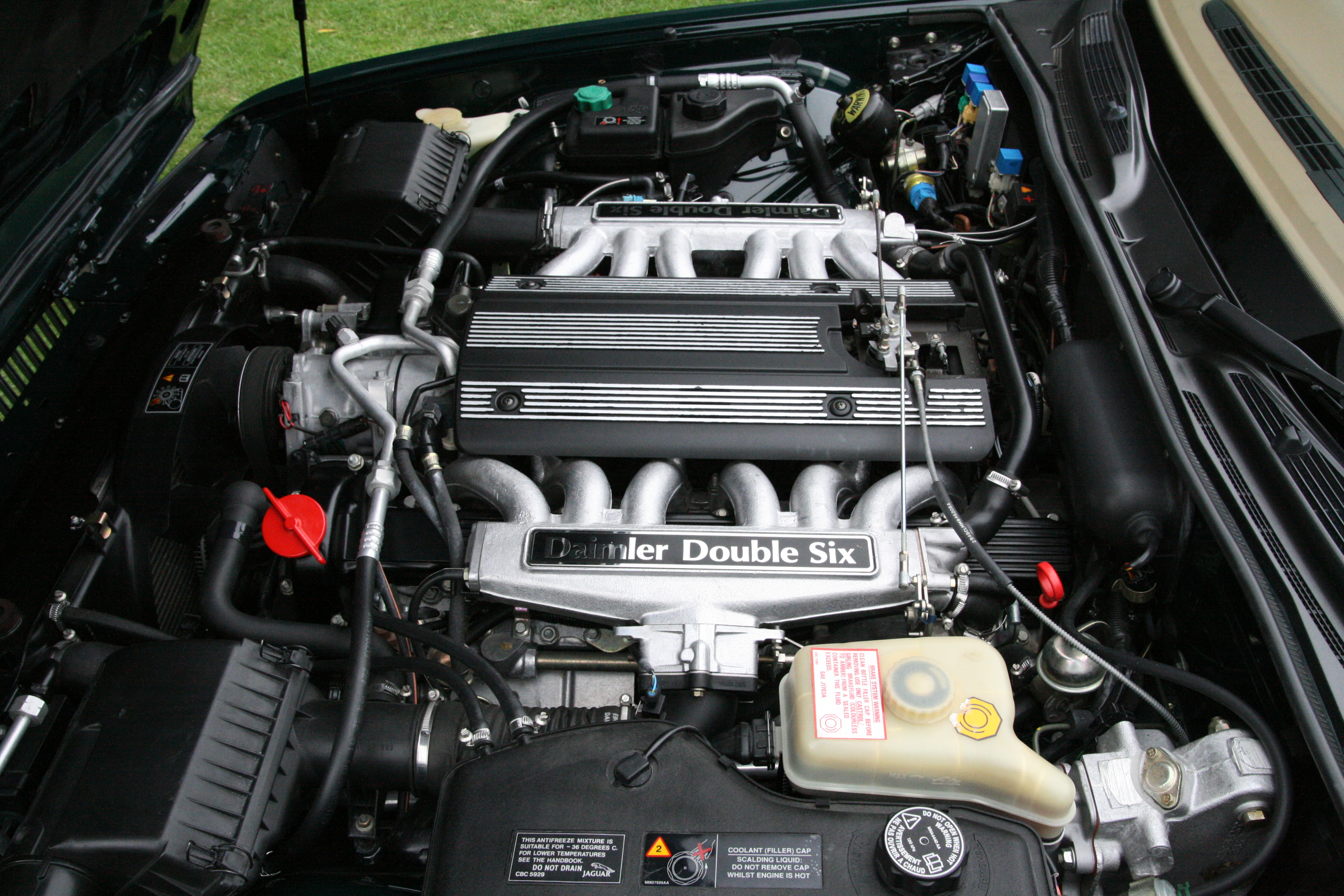
Moteur Jaguar Daimler V12 Double Six 6.0 L

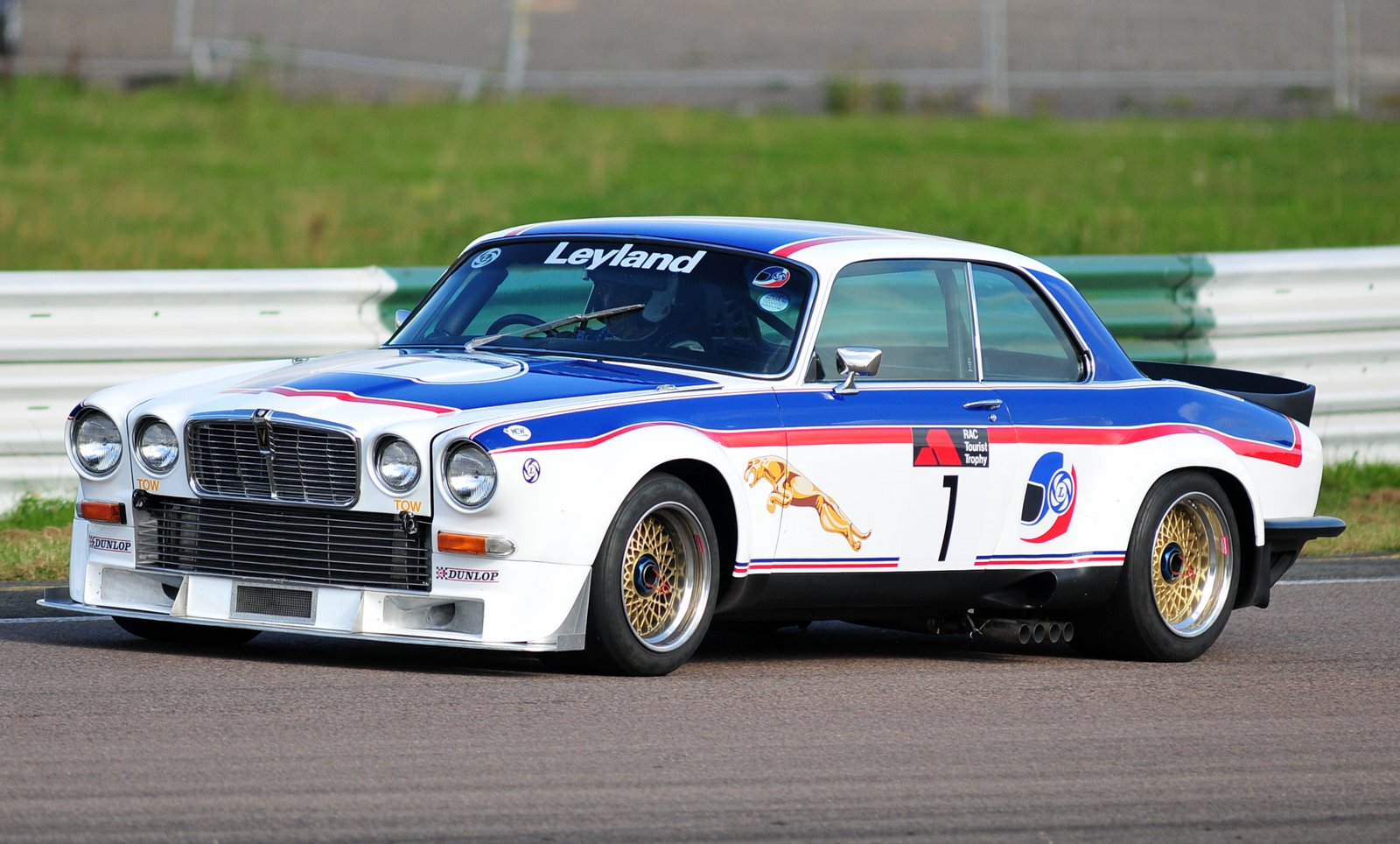
Jaguar XJ12C série II

Ce moteur a été étrenné sur la type E série 3. C'est un V12 à 60°, le bloc moteur est en alliage léger à chemises humides. Sa cylindrée est de 5 343 cm3. Sa puissance évolue de 253 ch DIN à 300 ch DIN en version injection en 1981 (HE avec culasses Fireball-May). Le couple varie de 404 N m DIN à 3 500 tr/min à 441 N m DIN suivant les versions. Dans sa dernière version, sa cylindrée sera de 5 993 cm3.
Le six cylindres AJ6 puis AJ16
Avec la XJ40 de 1986, apparaît l'AJ6, un moteur totalement nouveau, au bloc en aluminium, mais toujours un 6 cylindres en ligne, à double arbre à cames en tête et 4 soupapes par cylindre, à l'origine un 3.6 l  qui passe en 1991 à 4.0 l (le 3.2 l est un dérivé à course courte du 4 litres).
L'AJ6, entièrement géré par l'électronique, se révèlera robuste et relativement peu gourmand. Il sera conservé sur la X300 sous le nom d'AJ16, avec cependant un allumage modifié : allumage sans distributeur, avec une bobine sur chaque bougie, et bien évidemment, un ECU modifié. Le 2.9 l, motorisation d'entrée de gamme destinée aux pays où la fiscalité est pénalisante, sera produit jusqu'à l'arrivée du 3.2 l. Il ne dispose que d'un seul arbre à cames en tête, et de 2 soupapes par cylindre.
Le V8, attribué à tort à Ford
C'est en 1998 avec la X308 que Jaguar abandonne le 6 cylindres en ligne. La nouvelle XJ possède un petit V8, plus compact que le 6 cylindres en ligne. C'est qu'en effet Jaguar est passé sous le contrôle de Ford, qui impose des moteurs moins encombrants, pouvant être installés si besoin est dans des carrosseries compactes, en position transversale.
Le V6 d'origine Ford
Avec la X350, la XJ retrouve un 6 cylindres, du moins dans sa motorisation de base, mais il s'agit cette fois d'un V6, de 3 litres de cylindrée, le même que celui qui équipe certaines versions de la X-type (X400) et de la S-type (X200, X202, X204, X207). Grâce au gain de poids procuré par sa carrosserie en aluminium, la X350 conserve, en dépit d'un "petit" V6, d'excellentes performances.

### Le train arrière
La suspension arrière reprend les demi-arbres porteurs avec freins "inboard", double-combiné ressorts-amortisseurs et barres de guidage, le tout intégré dans un berceau démontable. Les demi-arbres de transmission, en faisant office de bras de suspension, participent activement à la tenue de route de la Jaguar. Sur la XJ40 et suivantes, les freins passent "outboard", c'est-à-dire logés dans les roues. La théorie des masses non suspendues trouve ses limites, le poids du système de freinage n'ayant que peu d'incidence. De plus, la maintenance est simplifiée. Il convient de préciser que les premières XJ40 disposaient de suspensions arrière à niveau constant, système peu fiable qui fut ensuite abandonné. La marque a toutefois introduit, sur la série X350, une suspension pneumatique opérant à l'avant et à l'arrière, gérée par le système CATS (Computer Assisted Technology Suspension).

### Le train avant
Le train avant est composé de triangles superposés avec ressorts hélicoïdaux et amortisseurs télescopiques. La légère inclinaison des triangles et le montage des amortisseurs le plus près possible des fusées permettent de réduire la plongée au freinage. Là encore, les organes sont regroupés sur une traverse amovible, portant les ancrages avant du moteur et une fixation « souple » sur la coque.
La direction assistée sur tous les modèles est dans l'esprit de l'époque, c'est-à-dire étonnamment légère par rapport aux assistances actuelles.

### La carrosserie

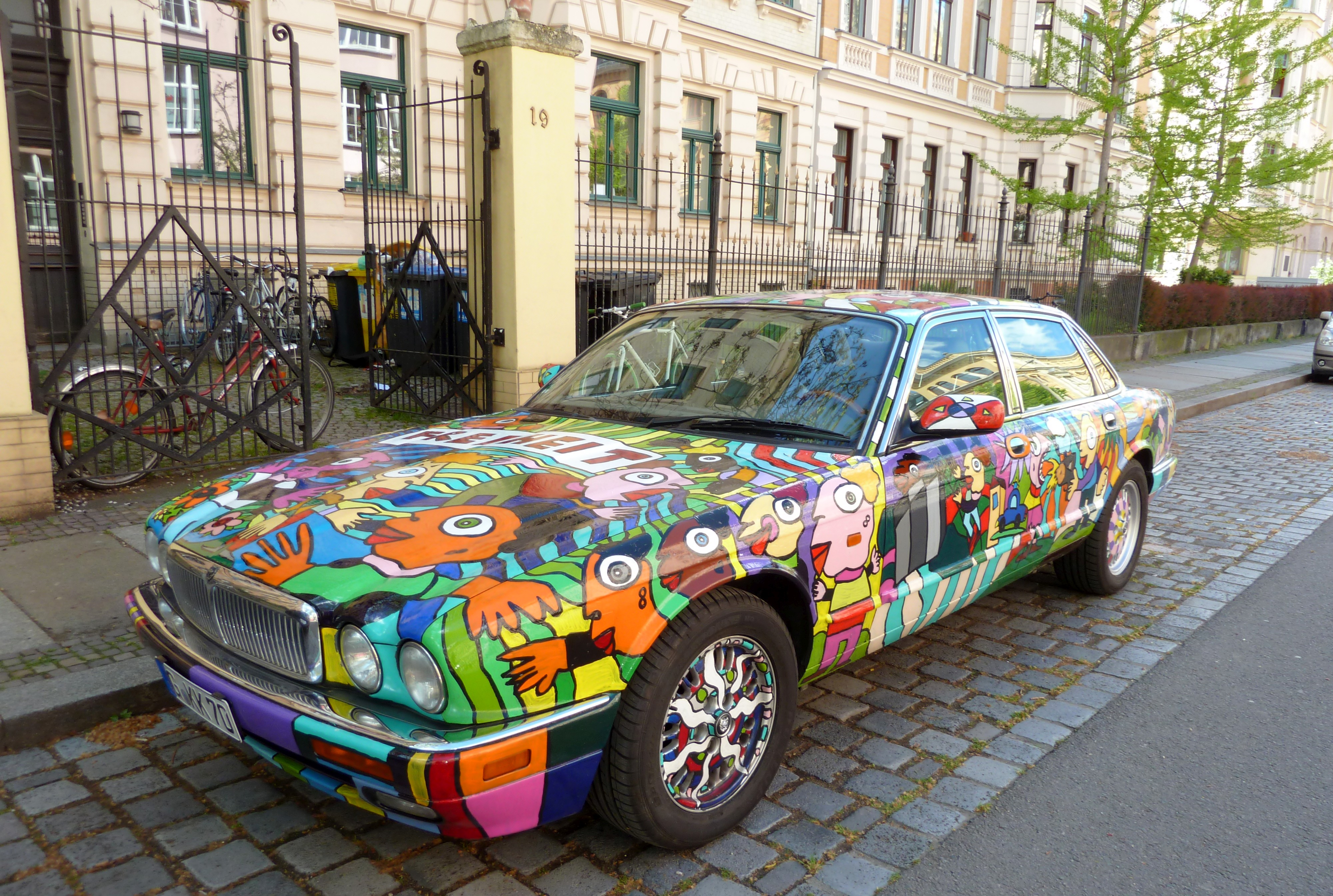
Jaguar XJ Série II Art car

La Jaguar XJ a fait l'effet d'une véritable révolution lors de la présentation du prototype dessiné par William Lyons. Elle était le premier véhicule de la marque à bénéficier d'une coque autoporteuse tout en acier. Les XJ sont les premières monocoques à offrir un haut degré de protection à leurs occupants avec leur structure à déformation progressive. Les bas de caisse et le tunnel de transmission renforcent de manière significative la structure. En contrepartie, la rouille s'insinue plus facilement dans ces multiples caissons. L'empattement est de 2,765 m pour le châssis court et de 2,865 pour le châssis long. La longueur hors-tout varie de 4,815 m à 4,960 m selon les versions.
L'apparition de la XJ40 en 1986 porte la longueur à 4,99 mètres. Si la corrosion s'insinue encore de manière fréquente jusqu'en 1990, les améliorations apportées par le rachat de Jaguar par Ford à cette date éradiquent ce mal.
Nouvelle révolution en 2004 pour la XJ avec une coque autoporteuse en aluminium collé et riveté et une carrosserie également en aluminium. Malgré ses 5,12 mètres et ses équipements, la XJ affiche moins de 1.9 tonnes sur la balance et offre une rigidité peu commune.